# 德庆州
德庆州，中国明朝时设置的州。
洪武九年（1376年）降德庆府置，治所在今广东省德庆县。属肇庆府。辖境相当今广东省德庆、封开等县地。民国初年，全国废府州厅改县，故废。